# Berchtold von Falkenstein
Berchtold von Falkenstein († 10. Juni 1272) war Abt des Benediktinerklosters St. Gallen von 1244 bis 1272.

## Leben
Berchtold von Falkenstein, Sohn Eigelwarts (I.) (v. 1257) aus der Adelsfamilie der Herren von Falkenstein, war zunächst Mönch und Pförtner in der Benediktinerabtei St. Gallen und übernahm nach dem Rücktritt Abt Walters von Trauchburg (1239–1244) dessen Nachfolge (1244–1272). Wirtschaftliche Schwierigkeiten und feudal-kriegerische Auseinandersetzungen im Umfeld der St. Galler Mönchsgemeinschaft bestimmten die Regierungszeit Abt Berchtolds, der sich in vielen Fehden und Kriegen durchzusetzen hatte. Noch vor Beginn seiner Amtszeit (November 1244) hatten die Grafen von Toggenburg das st. gallische Wil besetzt, das sich nach fünfwöchiger Belagerung Anfang 1245 Berchtold ergeben musste. Weitere Auseinandersetzungen mit den Toggenburgern sollten aber noch folgen. Im Streit zwischen staufischem Kaisertum und Papsttum stand der St. Galler Abt auf päpstlicher Seite, wofür er auf dem Konzil von Lyon eine Reihe von Vergünstigungen erhielt, u. a. am 15. Mai 1247 das Recht des Pontifikaliengebrauchs. Am 7. September 1248 setzte ihn Papst Innozenz IV. (1243–1254) als Verwalter der Abtei Rheinau ein. Auch auf das Inselkloster Reichenau warf Berchtold begehrliche Blicke und erreichte, dass ihm diese Abtei von Papst Alexander IV. (1254–1261) mit Urkunde vom 6. Februar 1258 zur Verwaltung übertragen wurde. Letztendlich konnte Berchtold aber seine Herrschaft über die Klöster Rheinau und Reichenau nicht durchsetzen. Schon 1258 geriet er wegen der Abtei Reichenau in Konflikt mit dem Konstanzer Bischof Eberhard II. (1248–1274), ein Treffen beider Gegner in Viterbo auf Veranlassung des Papstes brachte die Versöhnung; Berchtold akzeptierte den neuen Reichenauer Abt Albrecht von Ramstein (1260–1294), der sein Vetter war. 
Von Juni bis November 1257 war der St. Galler Abt in Reichsangelegenheiten unterwegs, als er nach Kastilien reiste, um dem dortigen König Alfons X. dem Weisen (1252–1284) die deutsche Königskrone anzubieten. Vor der Abreise richtete Berchtold eine Anniversarstiftung für seine Eltern ein. In der Folge bestimmte dann das „Doppelkönigtum“ von Alfons von Kastilien (1257–1282) und Richard von Cornwall (1257–1272) das Interregnum (1257–1273).
Fehden bestimmten auch in den 1260er Jahren die Politik Berchtolds zur Sicherung von Kloster, Klosterbesitz und -rechten. 1261 rief ihn sein Vetter, Bischof Walter von Geroldseck um Hilfe in der Schlacht bei Hausbergen. Der St. Galler Abt hatte sich infolge davon habsburgischer Ansprüche auf Gebiete der letzten Grafen von Kiburg zu erwehren. 1269 besuchte Graf Rudolf ihn anlässlich einer Feier in Wil, als er eben  im Begriff war, gegen den Habsburger mobil zu machen, er verfügte stets über eine stattliche Anzahl von Rittern (die  Chronik berichtet von  bis zu 900 ) die er jährlich fürstlich bewirtete. Mit Graf Rudolf zog er sogleich gegen Feldkirch des Grafen von Montfort  zu eigen, das sie jedoch nicht einnehmen konnten. In der Folge bestätigte er ihm die Lehen im Ausgleich vom 16. Juli 1271. Graf Rudolf fand auch bei der Besetzung von Säckingen Unterstützung durch Berchtold der ihm 300 Ritter unter Führung seines Dienstmanns, Graf Eberhard von Lupfen sendete.  
Er festigte St. Galler Positionen im Thurgau und im Rheintal (u. a. 1265) und erwarb als Pfand von den Toggenburgern die Stadt Lichtensteig (1271). Der äußeren Arrondierung des abteilichen Besitzes entsprach eine Straffung der Verwaltung (Einkünfterodel, Aufsicht über die Ministerialität), wobei die Schulden des Klosters abgebaut werden konnten und die Einnahmesituation sich entscheidend verbesserte. Letzteres geschah auf Kosten der Klosterleute, die „über das Recht hinaus“ steuerlich belastet wurden, sonderlich durch den Erwerb von Grüningen um 600 Mark Silber.
Gegen die adlig-stiftische Lebensweise im Kloster konnte und wollte der Abt wenig ausrichten, obgleich er sehr wohl auch gegen einzelne Stiftsherren disziplinarisch durchgriff. Berchtold sah sich als einen „Kirchenfürsten“, als Leiter eines „Klosterstaates“, der sich – wie etwa bei der Zusammenkunft von Viterbo 1258 oder zu Weihnachten 1271 – mit einem großen ritterlichen Gefolge seiner Lehnsleute umgab. Trotz seiner adlig-kriegerischen Lebensweise war der Falkensteiner von Sorge um sein Kloster und andere Kirchen sowie von Frömmigkeit erfüllt. Nach längerer Krankheit, der Chronist Küchimeister berichtet von Wolf bzw. offenem Bein, starb Berchtold von Falkenstein am 10. Juni 1272.  Seine Feinde, die Appenzeller waren jedoch wenig traurig und tanzten auf den Strassen, berichtet Cristian Kuchimeister.